# Албен, Ишил
Ишил Албен (тур. Işıl Alben; род. 22 февраля 1986 года, Стамбул, Турция) — турецкая баскетболистка, выступающая за клуб «Галатасарай».

## Карьера
Родилась 22 февраля 1986 года в Стамбуле. Начала свою карьеру в турецком клубе İÜSK в возрасте двенадцати лет.
В 2006 году подписала контракт с баскетбольным клубом «Ботас Спор» из города Адана.
В 2007 году стала игроком «Галатасарая». В этом клубе Ишил провела 7 сезонов и была капитаном команды, в 2014 году стала чемпионкой Евролиги.
В марте 2014 года Ишил Албен решила сменить обстановку и попробовать поиграть в другой стране, поэтому баскетболистка подписала контракт с «Курским Динамо», но после чемпионства в Евролиге с «Галатасараем» Ишил поменяла своё решение и захотела остаться в Турецкой команде, но контракт уже был подписан, и «Динамо» не стало его разрывать. На площадке в новой команде баскетболистка получала мало игрового времени, в итоге Албен провела в Курске один сезон и покинула команду.
В 2015 году Ишил Албен решила возвратиться в «Галатасарай». Контракт с командой из Стамбула она подписала на 3 года.

## В сборной
В составе сборной Турции становилась серебряным призёром чемпионата Европы в 2011 году, а также бронзовым призёром чемпионата Европы в 2013 году.

## Достижения
- Чемпионка Евролиги (2014)
- Обладатель Кубка Европы (2009, 2018)
- Бронзовый призёр Евролиги (2015)
- Чемпионка Турции (2014)
- Серебряный призёр чемпионата Турции (2008, 2010, 2011, 2012, 2013)
- Обладатель Кубка Турции (2010, 2011, 2012, 2013, 2014)
- Бронзовый призёр чемпионата России (2015)
- Серебряный призёр чемпионата Европы (2011)
- Бронзовый призёр чемпионата Европы (2013)